# ファイト・クラブ (映画)
『ファイト・クラブ』（Fight Club）は、1999年製作のアメリカ映画。日本では1999年12月11日に20世紀フォックス配給により、日比谷映画他、全国東宝洋画系にて公開された。チャック・パラニュークの同名小説の映画化。スティーヴン・ジェイ・シュナイダーの『死ぬまでに観たい映画1001本』に掲載されている。

## あらすじ
物語は『僕（I）』の視点で進行し、随所に『僕』のモノローグが挿入される。
大手自動車会社に勤務し、全米を飛び回ってリコールの調査を担当する『僕』（エドワード・ノートン）は不眠症に悩んでいた。高級コンドミニアムの自宅にはイケアのデザイン家具、職人手作りの食器、カルバン・クラインやアルマーニの高級ブランド衣類などを買い揃え、物質的には何不自由ない生活を送っているものの、症状が改善しないまま半年が経過している。
『僕』が精神科の医者に苦しみを訴えると、医者は「世の中にはもっと大きな苦しみがある」と言い、睾丸ガン患者の集いを紹介される。そこで『僕』はボブをはじめとした睾丸を失った男の悲痛な告白を聞き、慰めの言葉に感極まって彼らと共に涙を流す。すると、その夜は驚くほど深い眠りにつくことができた。
これが癖になった『僕』は黙っていれば誰も疑わないことに味を占め、末期ガン患者や結核患者などの自助グループに偽の患者として通うようになる。ある日、睾丸ガン患者の集いに再び参加していると、明らかに女性であるマーラ・シンガー（ヘレナ・ボナム＝カーター）が現れる。『僕』は様々な自助グループでマーラを見かけるようになると、彼女という異物が存在することで泣けなくなり、再び不眠症に陥ってしまう。娯楽目的のマーラを排除しようとする『僕』だが、自らも偽の患者であるために目論みは失敗し、お互いの参加する自助グループを分けて遭遇しないことで妥協する。
出張続きの日々を送る『僕』は、飛行機の機内で石鹸の行商人タイラー・ダーデン（ブラッド・ピット）と出会う。自分と同じアタッシュケースを持ち、「本気になれば家にある物でどんな爆弾も作れる」と語る彼に好感を抱く。
『僕』が出張から帰ってくると、自宅では爆発事故が起きていた。コンドミニアムの外には自宅にあった物が無残な姿で飛び散っており、買い揃えた家具もブランド衣服も全て失ってしまう。出張用の荷物が詰まったスーツケースはトラブルで警察に送られたため、『僕』の手元にはアタッシュケース1つと、マーラとタイラーの連絡先だけが残っていた。『僕』はタイラーに助けを求め、バーで酒を酌み交わすことになる。タイラーは『僕』とは正反対の性格で、ユーモアあふれる危険な男だった。タイラーは『僕』を自宅に泊めることを快諾するが、代わりに「力いっぱい俺を殴ってくれ」と頼んでくる。2人は駐車場でふざけ合いながらも本気で殴り合った後、廃墟としか思えない邸宅で共同生活を始める。
2人は駐車場での殴り合いを度々行うようになり、いつしかそれを見ていた酔っ払いも殴りあいに参加し始めた。『僕』にとって殴り合いは新たな心の癒しとなり、痣だらけの顔で会社に通うことも一切気にならず、むしろ殴り合いが行われる土曜日の夜が待ち遠しくて仕方なかった。やがて殴り合いの場はバーの地下室へと移り、大勢の男達が集まって1対1の“ファイト（喧嘩）”を行う秘密の集まりへと変化する。集まりはファイト・クラブと名付けられ、いくつかのルールが設定された。その中でも最も重要なルールが「ファイト・クラブのことを口外しない」ことだった。ファイト・クラブでは強さこそが全てであり、社会では役立たずな男であっても、ファイト・クラブでは自分より大柄な男を殴り倒し、輝くことができた。
『僕』とタイラーにとってファイト・クラブが生活の一部になっていたある日、『僕』が自助グループから姿を消したことに気付いたマーラから電話が掛かってくる。『僕』は睡眠薬を大量に飲んだというマーラの長話を嫌い、受話器を放置して外出してしまうが、翌朝になると邸宅にはマーラの姿があった。『僕』がマーラに「なぜここにいるのか」と尋ねると、彼女は『僕』を非難して去っていく。入れ替わりに現れたタイラー曰く、受話器からマーラの声が聞こえたので応答し、彼女を自宅から連れてきて肉体関係を持ったのだという。これを切っ掛けにタイラーは「誰にも俺のことを話すな」と『僕』に約束させ、それからしばらく『僕』はタイラーとマーラの激しい性行為の音に悩まされるようになる。その頃、警察からの連絡を受けた『僕』は、自宅の爆発が事故ではなく誰かの自家製爆弾によって起こった事を知らされる。
タイラー主導で高級痩身クリニックのゴミ捨て場から捨てられた人間の脂肪を盗み、その脂肪で作った石鹸を2人がデパートに卸し始めた頃、『僕』は偶然ボブと再会する。話をすると彼も自助グループを抜けてファイト・クラブに通っており、火曜日と木曜日に参加しているという。そんなある日、タイラーが増え続ける参加者に対してルールの徹底を呼び掛けていると、真上のバーのオーナーが現れて撤収を要求してくる。タイラーはオーナーを挑発して無防備に殴られ続けた後、彼に覆いかぶさって顔からの流血を浴びせ始める。タイラーの狂気的な行動に恐怖したオーナーは地下室の使用を許可して去っていった。
タイラーはファイト・クラブの参加者に対して、「昼の間に見知らぬ誰かに喧嘩を売ってわざと負ける」という“宿題”を出す。各々が工夫して“宿題”をこなす中、『僕』は上司に会社のリコール隠しを見過ごす代わりに待遇を改善しろと脅しをかけていた。上司が断り警備員を呼び出すと、『僕』は怯える演技をしながら自分を思い切り殴っては派手にふっ飛び、躊躇せずテーブルや棚に体をぶつけていく。駆けつけた警備員からすれば『僕』が酷い暴行を受けたようにしか見えず、『僕』は訴訟を恐れた会社から在宅勤務の権利や年収相当の小切手を手に入れる。タイラーの“宿題”は継続して出され、様々な迷惑行為が街中で行われていた。
ある日、タイラーとの関係が続いているマーラに話しかけてみるが、どうにも会話が噛み合わず機嫌を損ねてしまう。一方でタイラーは独自にある計画を立てており、参加者の中から忍耐力の強い者を選別して邸宅の地下に招き入れていく。スペース・モンキーと名付けられた彼らは黒一色の衣服を身に纏い、軍隊同然の規律でもって邸宅で暮らし始めるが、その目的が『僕』に明かされることはなかった。やがてある破壊活動がニュース番組で報道されると、それがタイラーの発案した騒乱計画（プロジェクト・メイヘム）であると発覚する。騒乱計画には「何も質問しない」というルールがあり、『僕』が騒乱計画の具体的な内容を知ることはできなかった。警察は早々にファイト・クラブの犯行であることを見抜いていたが、対策を発表する会見の直前にタイラーとスペース・モンキーが署長を脅し、捜査は中止されてしまう。何も知らされない『僕』は疎外感を抱き、移動中の車内で運転席に座るタイラーと口論になる。口論の末、タイラーは『僕』の自宅を爆破した犯人が自分であることを明かし、「流れに身を任せろ」と言い放つ。車で誰もハンドルを握らない状態で走り続け、間もなく前方の車に激突して派手な事故を起こした。
『僕』が目を覚ますとタイラーは姿を消しており、邸宅内はスペース・モンキーで溢れかえっていた。喪失感から自棄酒をする『僕』の前にマーラが現れるが、「タイラーはいない」という『僕』の言葉に酷くショックを受けた様子で帰っていく。直後、警官によって撃たれたメンバーが帰ってくる。1人は脚を撃たれており、もう1人ことボブは頭を撃たれて即死だった。「自分達には名前がない」とまるで物のようにボブを埋葬しようとするメンバーに対し、激怒した『僕』は「彼には名前がある！」と主張する。すると、メンバーの1人が「死んだメンバーは名前を持つ」と新たなルールを周知させるように発言し、口々にボブの本名を復唱し始める。
スペース・モンキーの言動に参った『僕』はタイラーを探し出すことを決め、彼の部屋で見つけた使用済み航空券を頼りに彼の足取りを辿って全米を巡る。降り立つ街には全てタイラーが作ったファイト・クラブがあり、しかも『僕』はその場所に迷わず辿り着くことができた。そしてある店を訪れた時、『僕』は見知らぬ店主から突然話しかけられる。店主は『僕』が先週も訪ねてきたと言い、覚えがない『僕』が「僕を誰だと思ってる？」と尋ねと、「あなたはダーデンさんです」と返答してきた。
慌てて滞在先のホテルに戻った『僕』がマーラに電話をかけると、彼女は『僕』のことをタイラーと呼んで電話を切ってしまう。呆然とする『僕』の前にタイラーが現れ、『僕』自身がタイラーであることを気付かせる。『僕』にとってタイラーは理想の全てが詰まった存在であり、自分を変えるために生み出したもう1つの人格（オルター・エゴ）だった。出会う以前にタイラーが送っていた生活は『僕』が不眠症で眠れない夜中に行っていた物で、タイラーとの掛け合いも殴り合いも全て『僕』の1人芝居だった。事情を知りすぎたマーラを排除するとタイラーが告げると、それを拒絶した『僕』は気を失う。
目を覚ました『僕』が急いで邸宅に戻ると、スペース・モンキーは忽然と姿を消していた。残された証拠から騒乱計画の最終目的がクレジットカード会社など資本主義に大きく関係する企業ビルを爆破することであると気付いた『僕』は、マーラを探し出して命が狙われていると警告する。なんとかマーラを説得した『僕』は警察へ自首するが、応対した刑事は騒乱計画のメンバーであり「邪魔する者はタイラー本人であろうと排除しろ」という命令に従い襲ってくる。間一髪のところで銃を奪い取って警察から逃れた『僕』は、爆破を阻止するため夜の街中を駆け抜ける。
『僕』は無事に爆破対象のビルへと辿り着き、地下駐車場で爆弾を発見する。再び現れたタイラーに妨害されながらも彼の記憶を辿って起爆装置の解除に成功するが、物理的な抵抗によって意識を失ってしまう。意識が戻るとそこは建設途中のビルの高層階で、『僕』はタイラーに銃を突きつけられていた。地上でマーラがスペース・モンキーに捕まり連れて来られる様子を目撃した『僕』は、彼女を助けるためタイラーを否定することで彼を消し去ろうとするが、やがて「タイラーが銃を持っているということは、僕が銃を持っているということだ」と思い至る。気付けば銃は『僕』の手に握られており、『僕』が自らの口内に銃を突っ込んで発砲すると、タイラーは倒れて姿を見せなくなる。
弾丸は顎の付け根の方を通ったため、重傷ではあったが致命傷にはならなかった。スペース・モンキーに連れて来られたマーラと再会した『僕』が「もう大丈夫だ」と告げていると、ビルの外で爆破が始まる。2人は手をつなぎ、高層ビルが次々と崩壊する様をただ見つめていた。

## キャスト
| 役名                                             | 俳優                                   | 日本語吹き替え | 日本語吹き替え |
| 役名                                             | 俳優                                   | ソフト版       | フジテレビ版   |
| ------------------------------------------------ | -------------------------------------- | -------------- | -------------- |
| タイラー・ダーデン                               | ブラッド・ピット                       | 山寺宏一       | 堀内賢雄       |
| ナレーター（主人公・「僕」、タイラー・ダーデン） | エドワード・ノートン                   | 平田広明       | 森川智之       |
| マーラ・シンガー                                 | ヘレナ・ボナム＝カーター               | 高乃麗         | 勝生真沙子     |
| ロバート・ポールセン（ボブ）                     | ミート・ローフ                         | 玄田哲章       | 塩屋浩三       |
| エンジェル・フェイス                             | ジャレッド・レト                       | 川島得愛       | 堀川仁         |
| アーヴィン                                       | ポール・ディロン                       | 伊藤栄次       | 牛山茂         |
| メカニック                                       | ホルト・マッカラニー                   | 遊佐浩二       | 石塚運昇       |
| リチャード・チェスラー                           | ザック・グルニエ                       | 神谷和夫       | 佐々木梅治     |
| レイモンド・K・ヘッセル                          | ジョン・B・キム                        | 根本泰彦       |                |
| リッキー                                         | アイオン・ベイリー                     | 室園丈裕       | 佐久田修       |
| スターン刑事                                     | ソム・ゴッサムJr.                      | 宝亀克寿       | 宝亀克寿       |
| ステフ                                           | エバン・ミランド                       | 石井隆夫       | 天田益男       |
| クロエ                                           | レイチェル・シンガー                   | 定岡小百合     |                |
| トーマス                                         | デイヴィド・アンドリュース             |                |                |
| ジェイコブズ警察署長                             | レナード・タルモ                       | 佐々木敏       | 長島雄一       |
| 空港の警備員                                     | ボブ・スティーブンソン                 |                |                |
| インターン（精神科の医者）                       | リッチモンド・アークウェッド           | 坂口賢一       | 青山穣         |
| 演説の男                                         | シドニー・"ビッグ・ドーグ"・コルストン | 柳沢栄治       |                |
| 女リーダー                                       | クリスティーナ・キャボット             | 深水由美       |                |
| ウェイター                                       | エドワード・コワルジク                 | 河相智哉       |                |

- ソフト版

演出：松岡裕紀、翻訳：税田春介、調整：滝澤康、制作：プロセンスタジオ
- フジテレビ版 - 初回放送2003年6月14日『ゴールデンシアター』21:00-23:24

その他の声の出演：大川透、辻親八、小林優子、古田信幸、桐本琢也、斎藤志郎、小形満、中田和宏、佐々木誠二、斎藤恵理、阪口周平
演出：伊達康将、翻訳：松崎広幸、調整：栗林秀年、制作：東北新社、プロデューサー：中島良明（フジテレビ）
※フジテレビ版ではエドワード・ノートンが演じる「僕」はキャラの紹介字幕にて「僕」ではなくジャックと表記されている。

## 作品解説

### 主人公について
本作は、小説、映画とも主人公の一人称視点で進行するが、主人公の名前は終盤まで明らかにされない。作品の映画版のクレジットでは「ナレーター（Narrator）」と表記されている。便宜上、映画版で主人公が朗読する古本に書かれている人物の名を取って「ジャック」と呼ぶ場合がある。

### サブリミナル
映画ではサブリミナルでタイラーのイメージが挿入されている部分がある。これらは主人公がタイラーに出会う前、オフィスや空港での日常シーンで不意に数コマタイラーの姿が挿入されたり、よく見ると主人公とすれ違う人物の中にタイラーがいる、ホテルのCM中に勢ぞろいした従業員の中にタイラーがいる、といった具合である。また、この映画の根底に流れる男性性にダメ押しをするかのように、ラストシーンにほんの数コマだがペニスが写っている。Blu-ray版では、公開当時やDVD版で規制の問題でカットされていたサブリミナルカットが復活しており、ラストシーンのペニスのコマが無修正で収録されている。

### 舞台
この映画の舞台は、アメリカのどこにでもありそうな大都市のひとつであるが、具体的にウィルミントンではないかと指摘する声もある。ウィルミントンは多くの大資本、とりわけクレジットカード会社などが本拠を置く金融都市である。映画中に登場する郵便番号はウィルミントンのものであり、劇中で言及されるニューキャッスル、デラウェアシティ、ペンズグローブといった街はウィルミントンの近くにある。主人公の住むコンドミニアムに書いてあるモットー「A Place To Be Somebody」（大人物になるための場所）はウィルミントン市のモットーと同じである。またラスト近くに出てくる街路の名もウィルミントンに実在する。
映画製作にあたり、ウィルミントンでのロケが意図されていたが、市当局は模倣犯が出るのを恐れ撮影を拒絶した。このためほとんどのシーンはロサンゼルスとその近郊で撮られている。

### 小説版との違い
小説版との違いは多い。小説の膨大なセリフ（特に主人公の独白）は、映画版では発言の主がタイラーほか数人の登場人物に変更されている。また小説版では主人公とタイラーとの出会いの場がヌーディストビーチである点、小説版では主人公は騒乱計画に積極的に関わっており、疎外されている描写はないなどの違いがある。
飛行機の中や借家のキッチンの場面でタイラーの口から語られる手製爆弾の製法を説明するセリフも、原作とは変更されている。
またロバート・ポールセン（ボブ）が騒乱計画の途中殺された経緯も変更されている。小説版ではATMにドリルで穴を開けて中身をどろどろしたもので満たそうとしていたところ、巡回中の警官に見つかり充電式電動ドリルを銃と誤認されて射殺されたというものである。
騒乱計画の目的について、映画版では主人公が推測するだけであるが、究極的な目的は小説版では描かれている。これは新しい暗黒時代をつくりだすことで人類の技術の進歩を遅らせることにある。また、主人公が属するジェネレーションXの不満を代表して行う歴史の消去も計画の目的の一つである。ビルを爆破する目的は、小説版ではビルを横倒しにして隣にある国立美術館を押し潰すことにある。

## 評価
2001年の9・11アメリカ同時多発テロを、欧米先進国の資本主義社会・グローバリズムにあえぐ市民の立場から、予見した作品。実際、同時多発テロ直後の、実行犯が特定されていない段階においてのマスコミの論調でも、反グローバリズム活動家とイスラム過激派、双方の犯行の可能性が語られていた。
アメリカでは反響を呼び、余り注目されていなかった小説版とその作家に脚光があたるきっかけになった。評論家からは（映画内で死んでいるのは一人にもかかわらず）あまりにも暴力的だと非難された上、公開当初は製作費を回収できずフォックス重役が何人も解雇される事態となった。ロジャー・イーバートはこの映画を「マッチョ・ポルノ」と評している。2012年現在ではIMDbでベスト20位台をキープしている。
2008年に英国最大の映画雑誌『エンパイア』が、読者1万人、ハリウッドの映画関係者150人、映画評論家50人を対象に「過去最高の映画」に関するアンケート調査を行い「歴代最高の映画ランキング500（The 500 Greatest Movies of All Time）」を発表した。その結果、『ファイト・クラブ』が10位にランクインした。また、同年に同誌が「最高の映画キャラクター100人（The 100 Greatest Movie Characters）」の調査を行ったところ、一位は『ファイト・クラブ』でブラット・ピットが演じたタイラー・ダーデンだった。

### 受賞またはノミネート
| 映画賞                     | 部門              | 候補                     | 結果       |
| 1999年度                   | 1999年度          | 1999年度                 | 1999年度   |
| -------------------------- | ----------------- | ------------------------ | ---------- |
| アカデミー賞               | 音響効果編集      | Ren Klyce Richard Hymns  | ノミネート |
| MTVムービー・アワード      | 格闘シーン賞      | エドワード・ノートン     | ノミネート |
| エンパイア賞               | 英国女優賞        | ヘレナ・ボナム＝カーター | 受賞       |
| ラスベガス映画批評家協会賞 | DVD賞             | DVD賞                    | ノミネート |
| ラスベガス映画批評家協会賞 | 編集賞            | ジェームズ・ヘイグッド   | ノミネート |
| オンライン映画批評家協会賞 | 作品賞            | 作品賞                   | ノミネート |
| オンライン映画批評家協会賞 | 監督賞            | デヴィッド・フィンチャー | ノミネート |
| オンライン映画批評家協会賞 | 主演男優賞        | エドワード・ノートン     | ノミネート |
| オンライン映画批評家協会賞 | 編集賞            | ジェームズ・ヘイグッド   | ノミネート |
| オンライン映画批評家協会賞 | 脚色賞            | ジム・ウールス           | ノミネート |
| 2000年度                   |                   |                          |            |
| オンライン映画批評家協会賞 | DVD賞             | DVD賞                    | 受賞       |
| オンライン映画批評家協会賞 | DVDコメンタリー賞 | DVDコメンタリー賞        | 受賞       |
| オンライン映画批評家協会賞 | DVD特別編賞       | DVD特別編賞              | 受賞       |

## 余談
- タイラーとマーラのセックスシーンは、役者が拒否したためCGで製作されている[4]。しかし町山智浩のデヴィッド・フィンチャーへの取材によると制作当時、フィンチャー自身がセックスシーンを演出撮影することへの躊躇があったので劇中のような処理になったのだ、とのことである。
- 中華人民共和国（中国）で配信されている本作品ではラストのシーンが変更され、ビルを爆破する前に警察が犯罪者を逮捕し、タイラーを精神科病院に強制入院させ、後日退院したというメッセージで終わり、中国国内の映画ファンから批判の声が上がっていることが2022年1月に報じられた。本作品を中国にて配信しているテンセントビデオはAFP通信やCNNの取材に対し、ラストシーンの改変が政府当局の指示によるものか、制作側によるものかについて回答していない[5][6]。その後、裸体が映る場面を除き、オリジナル版のエンディングに戻ったことが同年2月に明らかとなった[7][8]。なお、原作者のチャック・パラニュークはTMZなどの取材に対し、中国で配信されたラストシーンの方が原作に忠実であるとコメントしている[9][10]。